# Péterhegy
Péterhegy ([ˈpeːtɛɾhɛɟ]) est un quartier de Budapest, situé dans le 11e arrondissement.